# The Poisoned Kiss
The Poisoned Kiss er en opera af Ralph Vaughan Williams til en libretto af Evelyn Sharp. Operaen fik premiere i Cambridge den 12. maj 1936.